# Sandes Júnior
João Sandes Júnior (Porto Nacional, 28 de abril de 1959) é um radialista e político brasileiro, filiado ao União Brasil (UNIÃO).
Graduado em Direito pela Universidade Católica de Goiás, é radialista desde 1978.
Elegeu-se vereador da cidade de Goiânia em 1988, deputado estadual seguidamente em 1990, 1994 e 1998. Já nas eleições de 2002 elege-se deputado federal por Goiás, sendo reeleito em 2006 e 2010.
Também concorreu a prefeitura de Goiânia por três vezes: 1992, 2004 e 2008. Foi membro do PMDB, PDT e PFL. Pertence atualmente ao PP desde quando esta agremiação era conhecida como PPB.

## Denúncias de corrupção
Sandes Júnior foi flagrado negociando diretamente com Carlinhos Cachoeira a realização de uma concorrência pública. O deputado admitiu ser amigo de Cachoeira, mas afirmou que cheques mencionados em diálogo (que somavam R$ 50 mil) eram de uma rádio em que trabalhou e que Cachoeira "estava brincando ao fazer a cobrança de metade do valor".
Sandes Júnior também pediu a Cachoeira ajuda financeira para bancar pesquisa eleitoral. Em uma conversa gravada pela Polícia Federal, o parlamentar recorre ao bicheiro para obter R$ 7 mil para uma sondagem de intenções de votos à prefeitura de Goiânia. Cachoeira, com interesse em contratos no município, trabalhava para emplacar a candidatura do senador Demóstenes Torres nas eleições de 2012, enquanto Sandes fazia lobby para ser vice de Demóstenes, apontado como favorito em levantamentos internos de partidos aliados.
| “ | Cê não arruma um patrocinador pra uma pesquisa do Serpes, não? É R$ 7 mil | ” |

Sandes Júnior também pediu a Cachoeira ajuda para bancar viagem ao exterior do time de futebol em que joga o seu filho adolescente. O parlamentar apelou (em 28 de abril de 2011) a Carlinhos Cachoeira para que o contraventor conseguisse R$ 150 mil com a cúpula do Laboratório NeoQuímica de Anápolis (GO), para que os jogadores do Colégio Podium, de Goiânia, participassem de competição em Orlando, nos Estados Unidos. O filho de Sandes também viajaria com a equipe.
O deputado já havia sido flagrado na Operação Vegas encomendando a Cachoeira a importação de equipamentos que, uma vez adquiridos, permitiriam a montagem de uma emissora de rádio.
Sandes Júnior tornou-se alvo de inquérito no STF e de representação na Corregedoria da Câmara,.
Em abril de 2012 foi notificado pela Corregedoria da Câmara para apresentar explicações sobre seu suposto envolvimento com o contraventor Carlinhos Cachoeira. Mas foi absolvido por unanimidade decisão essa já ratificada pela mesa diretora da Câmara. Além disso, o então procurador geral da república, Roberto Gurgel, já pediu o arquivamento do inquérito no STF.
Obteve a suplência no pleito de 2014 e assumiu temporariamente o mandato de deputado federal devido a nomeação do eleito Thiago Peixoto a cargo no governo do Estado de Goiás.
https://veja.abril.com.br/politica/camara-livra-mais-dois-ligados-a-grupo-de-cachoeira/